# Pterichis weberbaueriana
Pterichis weberbaueriana es una planta herbácea perenne de la familia de las orquidáceas, endémica de Perú.